# Schrapper

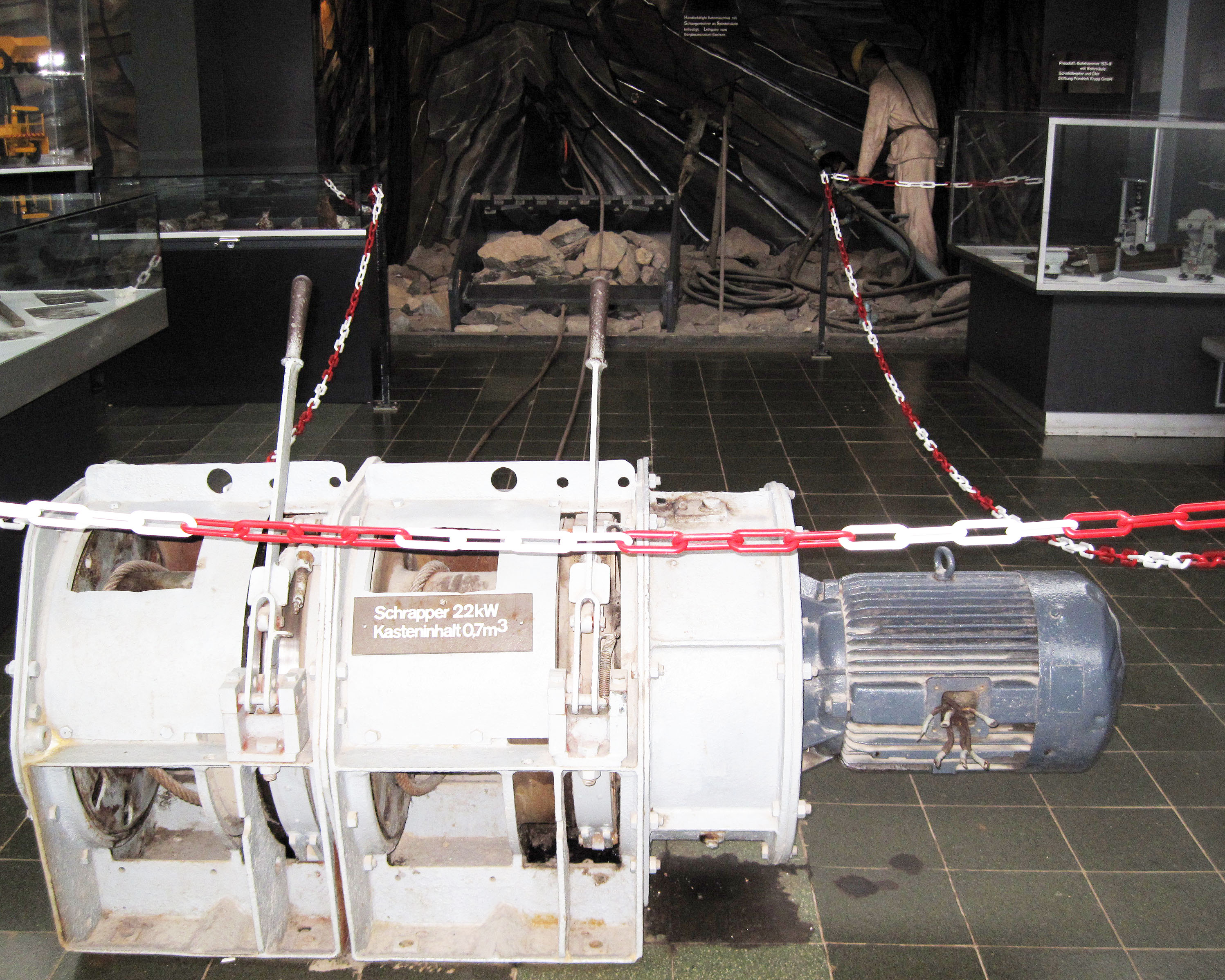
Ein Schrapper (Antriebsleistung: 22 kW, E-Antrieb) im Bergbaumuseum Ramsbeck, mit Schrappkasten im Bildhintergrund (Fassungsvermögen: 0,7 m³)

Ein Schrapper ist ein Fördergerät im Bergbau. Er wird unter Tage sowie im Tagebau, besonders in der Sand- und Kiesgewinnung, eingesetzt.

## Aufbau und Wirkungsweise
Der Schrapper besteht aus einem umlaufenden Stahlseil mit angehängten Schrappkübeln und zwei feststehenden Umlenkrollen, von denen eine angetrieben wird. Der Antrieb kann wahlweise durch Diesel- oder Elektromotor erfolgen. Der Kübel wird dabei leer bis zur Umlenkrolle gezogen und anschließend die Laufrichtung des Stahlseiles geändert. Beim Zurückziehen füllt sich der Kübel (bzw. Kratzer, Eimer) mit Material und schleppt es in Richtung Antriebsstation. In einer weiteren Variante werden drei Umlenkrollen verwendet, eine am Zielort/der Ladestelle, die beiden anderen hinter dem zu räumenden Bereich an zwei seitlich auseinander liegenden Stellen. Über die beiden hinteren Rollen kann der Schrappkübel bei Zugrichtung zum hinteren Bereich durch kontrolliert unterschiedlich starken Zug über die Rollen seitlich versetzt werden (Resultierende Kraft). Beim einfacheren teilautomatisierten Schrapperbetrieb geht ein Schrapperführer hinter dem Schrappkübel her und führt diesen ähnlich wie bei einer Schubkarre an Handgriffen, derweil er durch einen dort befestigten Schalter die einzelne, nach vorn ziehende Winde steuert. Das Zurückziehen des leeren (und damit leichteren) Schrappkübels erfolgt rein manuell ohne Windenunterstützung und kann ebenfalls seitlich ausgelenkt werden. Der Schrapper kann somit einen Kreissektor fächerartig abräumen.

## Untertage
Im Untertagebergbau war der Schrapper früher stark verbreitet. Im Abbau wurde nach einer erfolgten Sprengung ein Loch in den Firstbereich der Ortsbrust gebohrt und dort ein Anker gesetzt, an dem die Umlenkrolle befestigt wurde. Danach wurde das Seil aufgelegt, und das gesprengte Material konnte von der Ortsbrust weg zu anderen Fördermedien (z. B. Hunt) gezogen werden. Weitere Einsatzschwerpunkte bildeten die Schrapper beim Versatz von Abbauhohlräumen und dem Säubern von Schachtsümpfen. In der heutigen Zeit wird der Schrapper mehr und mehr von fördertechnischer Nutzfahrzeug-Ladetechnik (z. B. Radlader) verdrängt.

## Tagebau
In der Sand- und Kiesgewinnung werden Schrapperanlagen sowohl für die Trocken- als auch für die Nassbaggerung eingesetzt. Im Gegensatz zu den schwimmenden Geräten (zum Beispiel Baggerschiff) stehen Schrapper auch bei Nassbaggerung grundsätzlich an Land. Schrapper eignen sich auch für die Kiesgewinnung aus Flüssen. Schrapper sind dort gut einzusetzen, wo andere Techniken aufgrund von verfestigtem Material oder großen Steinen an Grenzen stoßen. Eine Konglomeratschicht kann mit einem Schrapper durchbrochen, in großen Stücken an Land gefördert und über den Vibrorost ausgeschieden werden. Größere Steine stellen selbst dann kein Problem dar, wenn sie größer als der Schrapperkübel sind. Sofern die Steine nicht in den Kübel passen, schiebt der volle Kübel diese vor sich her. Damit große Steine nicht den Aufgeber verstopfen und das Förderband beschädigen, werden diese über einen Vibrorost ausgeschieden.

## Schrapperanlagen
In der Betonindustrie werden Schrapperanlagen zur Förderung von Material in Reihen- oder Sternbunkern verwendet. Dabei unterscheidet man Sternanlagen (Radialschrapper) mit Ausleger oder Schrapperbrücke und Reihenanlagen mit Ausleger.